# Emanuel Hirsch
Emanuel Hirsch (* 14. Juni 1888 in Bentwisch bei Wittenberge; † 17. Juli 1972 in Göttingen) war ein deutscher evangelisch-lutherischer Theologe, Deutscher Christ und aktiver Befürworter der Ideologie und Politik der NSDAP, deren Mitglied er ab 1937 war.

## Theologie

### Theologischer Werdegang
Emanuel Hirsch war der Sohn eines brandenburgischen Pfarrers. Seine gesamte Studienzeit verbrachte Hirsch an der Universität Berlin. Seine Lehrer waren u. a. Karl Holl und Adolf von Harnack. Er gehörte dem Wingolfsbund an, einer christlichen Studentenvereinigung. Dort lernte er Paul Tillich kennen, mit dem er auch kurze Zeit befreundet war. Nach Habilitation (1915) und Privatdozentenzeit an der Universität Bonn war er seit 1921 Professor für Kirchengeschichte an der Universität Göttingen, ab 1936 auch für Systematische Theologie.
Er war Luther- und Kierkegaardspezialist. Er ist durch seine Übersetzungen von Kierkegaards Werken bekannt, die noch lange in Gebrauch waren. Darüber hinaus war er ein guter Kenner des deutschen Idealismus, v. a. Fichtes. Hirschs Ansatz ist dadurch bestimmt, dass es kein Zurück hinter die moderne Frage nach persönlicher Gewissheit gibt. Vor diesem Hintergrund kann Theologie keine traditionell autorisierten Dogmen wiederholen, sondern muss das Gewissen des Einzelnen ansprechen. „Gewissen“ ist in Hirschs Denken ein Zentralbegriff. Hirsch beschäftigte sich ebenfalls mit neutestamentlichen Fragen wie der Geschichte der Evangelientradition oder dem Wesen des Osterglaubens. In seinen späteren Jahren verarbeitete er religiöse und theologische Erfahrungen auch literarisch, so etwa in mehreren Romanen.
Hirschs Werk ist außerordentlich vielseitig und findet bis heute Berücksichtigung im theologischen und philosophischen Lehrbetrieb. Dennoch blieb die Rezeption seines Werkes hinter seinem Potential zurück, was eindeutig mit seiner aktiven Unterstützung der nationalsozialistischen Ideologie und Politik im Zusammenhang steht.

### Theologische Lehren
Besonders hervorzuheben ist sein Buch Weltbewusstsein und Glaubensgeheimnis (1967). Er kommt dabei auf zwei grundsätzlich verschiedene und gegensätzliche Typen von Christen zu sprechen:
- Die einen sprechen im mythischen, metaphysischen und legendenhaften Sinne vom Glaubensgeheimnis.
- Die anderen wissen darum, dass Gottesaussagen stets Grenzaussagen mit antinomischem Gepräge sind.

Für diese beiden Gruppen fordert Hirsch eine gegenseitige, innerchristliche Toleranz. Wichtig ist ihm dabei die Bekämpfung der intellektuellen Werkgerechtigkeit, weil das Glaubensgeheimnis nur in einer „Schwebelage“ zu haben ist. 

## Nationalsozialismus
Während der Weimarer Republik war Hirsch Anhänger des deutschnationalen Parteiführers Alfred Hugenberg. Er wurde zu den Wortführern der Deutschen Christen und theologischer Berater des späteren Reichsbischofs Ludwig Müller. Obwohl er sich zunächst selbst nicht als Nationalsozialisten bezeichnete, betrachtete er Hitler bei der Reichspräsidentenwahl 1932 als einzige Hoffnung auf eine nationale „Wiedergeburt“. Nach dessen Machtergreifung schrieb er:

„Kein einziges Volk der Welt hat so wie das unsere einen Staatsmann, dem es so ernst um das Christliche ist; als Adolf Hitler am 1. Mai seine große Rede mit einem Gebet schloß, hat die ganze Welt die wunderbare Aufrichtigkeit darin gespürt.“

Am 11. November 1933 war er in Leipzig einer der Redner auf der Veranstaltung zum Bekenntnis der Professoren an den deutschen Universitäten und Hochschulen zu Adolf Hitler und dem nationalsozialistischen Staat.
Am 14. Januar 1937 beantragte Hirsch die Aufnahme in die NSDAP und wurde zum 1. Mai desselben Jahres aufgenommen (Mitgliedsnummer 5.076.856). Er wurde Förderndes Mitglied der SS (Nr. 216.529), ebenso trat er dem NS-Lehrerbund und der NSV bei.
Hirsch verurteilte jene, die Hitler kritisch gegenüberstanden, und ging sogar soweit, Kollegen und Studenten zu denunzieren. So hatte er z. B. entscheidenden Anteil an der Entlassung seines reformierten Kollegen Karl Barth aus dessen Bonner Lehramt. Kurz nach dem Krieg quittierte er seinen Dienst, wodurch er das Recht auf Ruhegehalt verlor. Er selbst begründete dies mit gesundheitlichen Problemen. In der Tat war er schon seit 1931 fast blind, doch wird allgemein angenommen, dass er mit der Dienstquittierung vor allen Dingen dem Verfahren der Entnazifizierung, das wahrscheinlich zu einem Lehrverbot geführt hätte, entgehen wollte.

## Werkedition
Seit 1999 erscheinen die „Gesammelten Werke“ Emanuel Hirschs im Verlag Hartmut Spenner (Kamen). Getragen wird diese Edition, an der sich bereits zahlreiche namhafte Theologen als Bandherausgeber beteiligt haben, von der Stiftung „Emanuel Hirsch: Werkausgabe – Archiv – Forschungsförderung“. Ihr Ziel besteht darin, seine teilweise nur noch schwer zugänglichen theologischen Schriften einer sich der Widersprüchlichkeit und der Härten von Hirschs Denken bewussten Leserschaft zur kritischen Auseinandersetzung neu zur Verfügung zu stellen.

## Theologische Schriften
- Fichtes Religionsphilosophie im Rahmen der philosophischen Gesamtentwicklung Fichtes, 1914
- Christentum und Geschichte in Fichtes Philosophie, 1920
- Die idealistische Philosophie und das Christentum. Gesammelte Aufsätze. (= Studien des apologetischen Seminars. 14. Heft). Verlag von C. Bertelsmann, Gütersloh 1926.
- Kierkegaard-Studien. Zweites Heft. Der Dichter. (= Studien des apologetischen Seminars. 31. Heft). Verlag von C. Bertelsmann, Gütersloh 1930.
- Kierkegaard-Studien. Drittes Heft. Der Denker. Erste Studie: Der werdende Denker. (= Studien des apologetischen Seminars. 32. Heft). Verlag von C. Bertelsmann, Gütersloh 1931.
- Die gegenwärtige geistige Lage im Spiegel philosophischer und theologischer Besinnung. Akademische Vorlesungen zum Verständnis des deutschen Jahres 1933. Vandenhoeck & Ruprecht, Göttingen 1934.
- Die Umformung des christlichen Denkens in der Neuzeit. Ein Lesebuch. Verlag von J. C. B. Mohr (Paul Siebeck), Tübingen 1938.
- Leitfaden zur christlichen Lehre, 1938
- Hilfsbuch zum Studium der Dogmatik, 1937 (4. Aufl. 2002 ISBN 3-11-001242-1)
- Lutherstudien, 2 Bände, 1954
- Geschichte der neuern evangelischen Theologie im Zusammenhang mit den allgemeinen Bewegungen des europäischen Denkens, 5 Bände, 1949–54 (5. Aufl. 1975)
- Christliche Rechenschaft: in 2 Bänden, Neuausgabe besorgt von Hirsch, Hans, bearbeitet von Gerdes, Hayo, Tübingen 1989.

## Belletristische Schriften
- Der Heckenrosengang: Roman. 1954 (Nachdr. 1974 ISBN 3-78-060040-4)
- Der neungekerbte Wanderstab. 1955
- Nothnagel: Roman. 1956
- Rückkehr ins Leben: Erzählung. 1957
- Die unerbittlichen Gnaden: Erzählung. 1958
- Frau Ilsebill. 1959
- Die Brautfahrt und andere wunderliche Geschichten. 1960
- Geschichten von der Markscheide. Erzählungen. 1963

## Politische Schriften
- Deutschlands Schicksal. Vandenhoeck & Ruprecht, Göttingen 1920.
- Die Liebe zum Vaterlande. Vierte, um ein Nachwort vermehrte Auflage, Verlag Hermann Beyer & Söhne, Langensalza 1930.